# Skuld

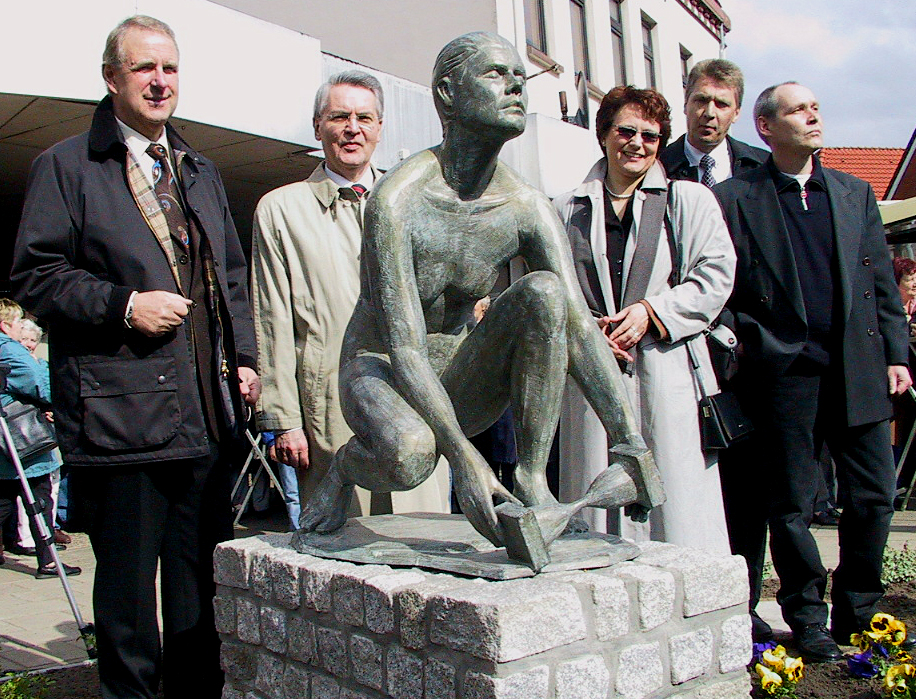
Standbeeld van Skuld, foto genomen tijdens de onthulling

Skuld is de jongste van de Nornen of schikgodinnen. Dit zijn de drie schikgodinnen uit de Noordse mythologie die het noodlot bepalen. De andere twee heten Urd (het verleden) en Verdandi (het heden). Skuld zou de toekomst vertegenwoordigen. Skuld is de enige Norn die ook als Walkure genoemd wordt. In deze hoedanigheid is zij een doodsdemon die op de rug van een hellehond rijdt, op zoek naar gesneuvelde helden.

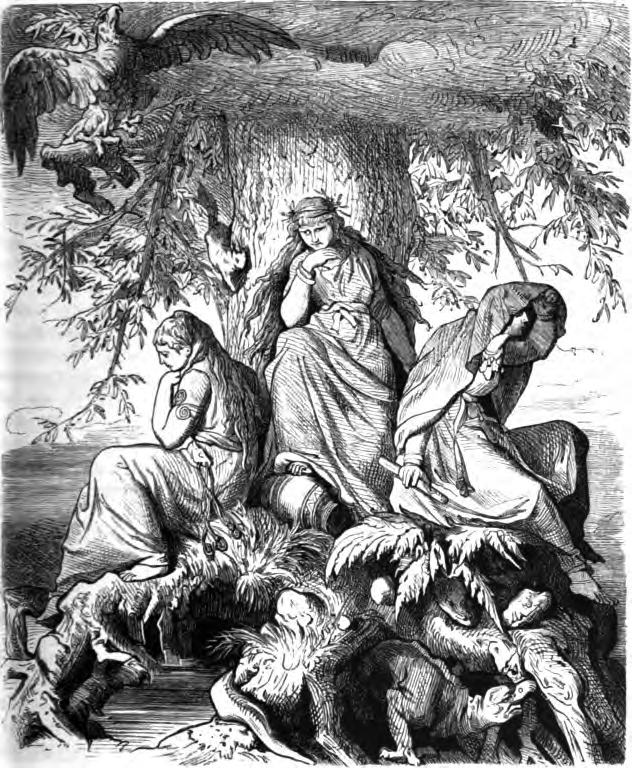
De drie Nornen bij Yggdrasil